# Thanh Hòa, Bù Đốp
Thanh Hòa là một xã thuộc huyện Bù Đốp, tỉnh Bình Phước, Việt Nam.
Xã Thanh Hòa có diện tích 45,48 km², dân số năm 2005 là 6.998 người, mật độ dân số đạt 154 người/km².